# David City
David City – miasto w Stanach Zjednoczonych, w stanie Nebraska, siedziba administracyjna hrabstwa Butler.